# 藤森由夏
藤森 由夏（ふじもり ゆか、1991年12月30日 - ）は、日本のAV女優、元ストリッパー、ヌードモデル

## 人物
- 特技:ショッピング
- 趣味:跳び箱

## 略歴
- 2011年1月8日 女子校生穴パンディルドオナニー VOL.2(DKSW-269OFFICE K’S)、極エロJK勢揃い　超ギャル女子学園　No2(SD－GAR-207 GARCON)で、AV デビュー。
- 2011年1月21日 に東洋ショー劇場でストリップデビュー。
- また、不定期で撮影会のヌードモデルとしても活動している。

## 所属
- 劇場：東洋ショー劇場

## 出演作品

### アダルトビデオ
- 極エロJK勢揃い 超ギャル女子学園 No2（2011年1月8日、GARCON）共演:泉麻那、小西レナ、桜庭彩、哀川りん、梨杏、COCONA、伊藤ユリエ、高野千莉、藤森由夏、伊吹千夏

### イメージDVD
- 女の旅湯「伊豆北川温泉編」（2011年7月29日、オルスタックピクチャーズ）他出演:平井七菜子、和希さやか、風間ゆみ